# Леонтина Прайс
Ме́рі Ва́йолет Леонти́на Прайс (англ. Mary Violet Leontyne Price; нар. 10 лютого 1927, Лорел, Міссісіпі, США — американська оперна співачка (сопрано). Перша афроамериканка, що стала одною з провідних солісток Метрополітен-опера, легендарна виконавиця сопранових партій в операх Джузеппе Верді і Джакомо Пуччіні, лауреатка 19 статуеток Греммі. Здобула популярність у 1950-х і виступала на сцені до 1985 року (давала концерти ще протягом кількох років). Відзначена Президентською медаллю Свободи в 1965 році та Національною медаллю мистецтв в 1985 році.

## Початок кар'єри
Леонтина Прайс народилась у штаті Міссісіпі в родині акушерки та мельника. У три роки почала навчатися гри на фортепфіано з місцевим учителем, у десять, почувши спів Маріанни Андерсон, запрагнула також займатися співом. Пдліткою співала в шкільному хорі та в хорі методистської церкви. Її незвичайні вокальні здібності вперше помітила Елізабет Чісголм, жінка, у якої тітка Леонтини була домогосподаркою. Однак на американському півдні темношкіра дівчина могла розраховувати хіба що на кар'єру вчительки музики. Потім Прайс навчалася в коледжі Вілберфорсу (призначеному тільки для афроамериканців), де значно вирізнялася з-поміж інших. З допомогою Елізабет Чісголм і Поля Робсона вона дістала стипендію в школі Джульярд у Нью-Йорку.

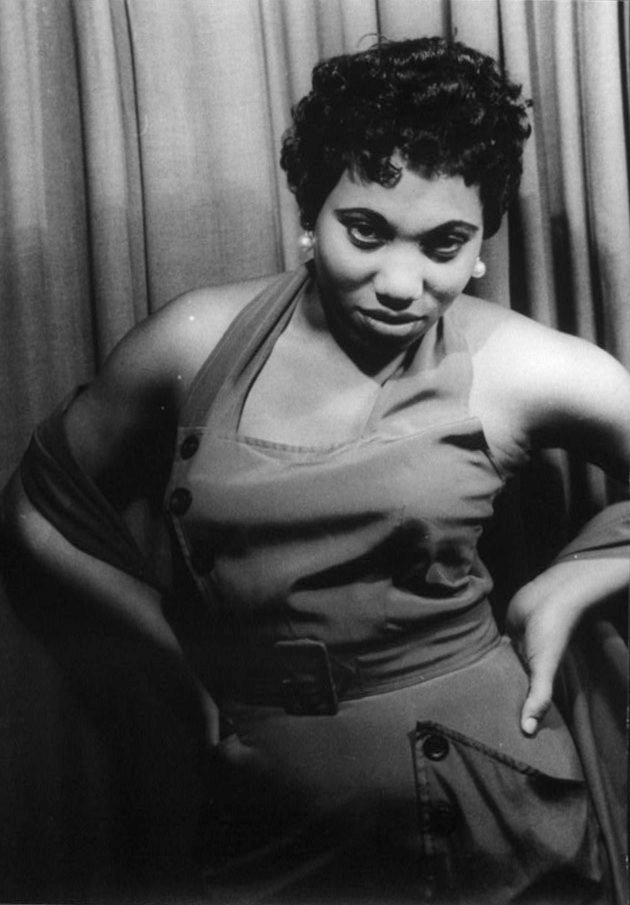
Леонтина Прайс в опері Поргі і Бесс, 1953
фот. Карл ван Вехтен

1952 року дебютувала в студентській постановці опери Джузеппе Верді Фальстаф, також того ж року втілила Бесс в опері Джорджа Гершвіна Поргі і Бесс. Гастролювала з цією постановкою країною, а відтак у Відні, Парижі, Берліні та Лондоні.
Усвідомлюючи труднощі, які могли виникнути в чорношкірої співачки у США, Прайс ще від часу, що була школяркою зачарована оперою, спочатку планувала сольну кар'єру, як це було з її кумиркою Міріан Андерсон. Однак 1955 разом із командою Метрополітен-опера року вона була запрошена на виступ у благодійному концерті. Далі, в лютому 1956, виконала роль Тоски в однойменній опері Джакомо Пуччіні в телевиставі для NBC Opera Theatre, ставши першою зафільмованою афроамериканською співачкою. Однак низка південних філій NBC скасували трансляцію через появу там чорношкірої співачки. Тим часом Прайс далі давала концерти в США, а також в Індії та Австралії.

## Дебют на великій сцені
20 вересня 1957 року Леонтина Прайс зіграла мадам Лідван в американській прем'єрі опери Діалоги кармеліток Франсіса Пуленка, а кількома тижнями по тому несподівано заступила Антоніетту Стеллу, яка мала стати її найвідомішою роботою. У травні 1958 року її запросили до Віденської опери для участі в тамтешній постановці Аїди Верді та Чарівної флейти Моцарта. У Відні разом із Гербертом фон Караяном зіграла роль Церліни в Дон Жуані Моцарта, Леонори в Трубадурі Верді і Тоски в однойменній опері Пуччіні.
1958 року Прайс тріумфально дебютувала в партії Аїди на найбільших оперних сценах — лондонському Ковент-Гарден, Віденській опері, та на фестивалі Веронська арена. 1960 року виступила на сцені Ла Скала. Критика вважала її найкращою виконавицею Аїди в XX столітті.

## Метрополітен-опера
27 січня 1961 року Леонтина Прайс дебютувала в провідній ролі в Метрополітен-опера, зігравши Леонору в Трубадурі Верді. Її виступ дістав надзвичайно схвальні відгуки. Хоча це не був перший виступ чорношкірого артиста в головній ролі на сцені нью-йоркської опери, проте вона стала першою, хто регулярно виконувала такі партії, одержуючи високу зарплатню. 1961 року вона стала першою афроамериканкою, яка виступала в спектаклі, що відкривав сезон.
Протягом наступного 21 року Леонтина Прайс зіграла в Метрополітен-опера в 201 виставі, створивши ще 16 ролей, з-поміж яких найвідомішою однак залишається Аїда. Крім того, Прайс уславилась у таких ролях:
- Леонора, Трубадур Верді
- Донна Анна, Дон Карлос Верді
- Лю, Турандот Верді
- Ельвіра, Ернані Верді
- Татьяна, Євгеній Онєгін Чайковського
- Леонора, Сила долі Верді
- Амелія, Бал-маскарад Верді
- Клеопатра, Антоній і Клеопатра Барбера
- Чіо-чіо-сан, Мадам Баттерфляй Пуччіні
- Мінні, Дівчина із Заходу Пуччіні

## 1970-ті
В 1970-х роках Леонтина Прайс значно скорочує кількість оперних виступів на користь сольних концертів. Проте в цей період вона створює три нових образи: Жоржетти в опері Пуччіні Плащ, Адріани в опері Аріадна на Наксосі Штрауса. 1974 року мала великий успіх на відкритті сезону в оперному театрі Сан-Франциско, де виконала партію Манон Леско в однойменній опері Пуччіні.
Прайс часто запрошують як солістку на урочистих заходах. Зокрема вона виконала Take My Hand, Precious Lord та Onward, Christian Soldiers на похоронах президента Ліндона Джонсона в січні 1973, а також виступила на урочистостях під час візиту папи римського Івана Павла II.

## Після завершення оперної кар'єри
3 серпня 1985 року Прайс востаннє вийшла на сцену опери в ролі Аїди. 2007 року глядачі Метрополітен-опера обрали її виконання арії O patria mia найзначнішим моментом за останніх 30 років театру.
Леонтина Прайс далі продовжила виступати як камерна співачка, даючи концерти по обидва боки Атлантики з особливим успіхом на фестивалі в Зальцбурзі. Офіційно завершила кар'єру співачки у віці 71 року концертом у містечку Чапел Гілл у Північній Кароліні. Хоча 2001 року її попросили заспівати на концерті на честь пам'яті жертв атаки на Всесвітній торговий центр. Тепер вона мешкає в селі неподалік Нью-Йорка. 2007 року в опитуванні серед музичних критиків, що його провела BBC Music, Прайс посіла четверте місце в двадцятці сопрано всіх часів, поступившись Марії Каллас, Джоан Сазерленд та Вікторії де лос Анхелес.

## Записи
Доступні записи практично всіх опер, де Прайс виконала головні жіночі ролі, п'ять альбомів з вибраними аріями, записи німецьких і французьких пісень та два альбоми церковної музики. 1996 року, до 70-річчя артистки, RCA-BMG випустила колекційне видання 11-ти дисків вибраних записів.

## Особисте життя
1952 року Леонтина Прайс одружилася зі своїм партнером за постановкою Поргі і Бесс, баритоном Вільямом Ворфілдом. Однак шлюб не був вдалим через надмірну увагу обох до власних кар'єр, як це подає Ворфілд у своїй автобіографії. 1967 року вони перестали жити разом, а через шість років розлучилися. Дітей не мали.

## Виноски
1. ↑  Deutsche Nationalbibliothek Record #121807002 // Gemeinsame Normdatei — 2012—2016.
2. ↑  SNAC — 2010.
3. 1 2  Southern E. Biographical Dictionary of Afro-American and African Musicians — Greenwood Publishing Group, 1982.
4. ↑  Smith J. C. Notable Black American Women
5. ↑  BlackPast.org — 2004.
6. ↑  Леонтина Прайс [Архівовано 14 липня 2014 у Wayback Machine.] на Современная опера [Архівовано 17 травня 2014 у Wayback Machine.](рос.)
7. ↑  Леонтина Прайс [Архівовано 25 червня 2014 у Wayback Machine.] на belcanto.ru [Архівовано 14 жовтня 2010 у Wayback Machine.](рос.)